# Florian Heller (piłkarz)
Florian Heller (ur. 10 marca 1982 w Rosenheim) – niemiecki prawy pomocnik lub prawy napastnik m.in. 1. FSV Mainz 05.
Heller pierwsze treningi podjął w klubie SC Pang. Potem trenował jeszcze w TSV 1860 Rosenheim, a od 2000 roku był zawodnikiem młodzieżowej drużyny Bayernu Monachium, z którą w 2001 roku został juniorskim mistrzem Niemiec. Do 2003 roku grał w amatorskich rezerwach klubu ze stolicy Bawarii, po czym przeszedł do SpVgg Greuther Fürth, a w 2005 do FC Erzgebirge Aue. Był tam wyróżniającym się piłkarzem i po trzech latach został wykupiony przez 1. FSV Mainz 05, z którym już w pierwszym sezonie awansował do 1. Bundesligi.
W sezonie 2010/2011 piłkarze z Moguncji zajęli piąte miejsce w tabeli dzięki czemu mogli zagrać w kwalifikacjach do następnej edycji Ligi Europy. Przegrali jednak w trzeciej rundzie eliminacji z rumuńskim zespołem Gaz Metan Mediaș i odpadli z dalszych rozgrywek. Tym samym Hellerowi nie dane było zagrać w międzynarodowych rozgrywkach, gdyż pauzował w pierwszej części sezonu 2011/2012 z powodu kontuzji.
Florian Heller przez wiele lat występował w niemieckich reprezentacjach juniorskich. Z kadrą do lat 16 wywalczył brązowy medal mistrzostw Europy U-16 w 1999 roku. W tym samym roku wystąpił w mistrzostwach świata do lat 17.